# Јудора (Арканзас)
Јудора (енгл. Eudora) град је у америчкој савезној држави Арканзас.

## Демографија
По попису из 2010. године број становника је 2.269, што је 550 (-19,5%) становника мање него 2000. године.
| Група             | 2000.         | 2010.         |
| Белци             | 378 (13,4%)   | 207 (9,1%)    |
| Афроамериканци    | 2.382 (84,5%) | 2.030 (89,5%) |
| Азијати           | 5 (0,2%)      | 1 (0,0%)      |
| Хиспаноамериканци | 39 (1,4%)     | 22 (1,0%)     |
| Укупно            | 2.819         | 2.269         |